# Dominic Oduro
Dominic Oduro (Acra, Ghana, 13 de agosto de 1985), futbolista ghanés. Juega de delantero.

## Inicios
Oduro dejó su país natal en 2004 para participar en el fútbol colegial con Virginia Commonwealth. Durante el 2005 Oduro fichó por el Richmond Kickers Future de la USL Premier Development League. Con Richmond anotó 16 goles en 13 partidos de liga.

## Profesional
Tras su paso colegial y estancia en Richmond, Oduro fue fichado por FC Dallas de Major League Soccer. En tres temporadas con Dallas, Oduro participó en 70 partidos de liga, anotando 9 goles. Por su velocidad y potencia física Oduro fue uno de los favoritos de la fanaticada de Dallas.

## Internacional
Oduro ha sido convocado en varias ocasiones para la selección sub-23 de Ghana.

## Clubes
| Club                    | País           | Año         |
| ----------------------- | -------------- | ----------- |
| Richmond Kickers Future | Estados Unidos | 2005        |
| FC Dallas               | Estados Unidos | 2006 - 2009 |
| New York Red Bulls      | Estados Unidos | 2009        |
| Houston Dynamo          | Estados Unidos | 2009 - 2010 |
| IK Frej                 | Suecia         | 2010 - 2014 |
| Toronto FC              | Canadá         | 2014        |
| Montreal Impact         | Canadá         | 2015 - 2018 |
| San Jose Earthquakes    | Estados Unidos | 2018        |
| Charlotte Independence  | Estados Unidos | 2019        |